# Semidalis decipiens
Semidalis decipiens is een insect uit de familie van de dwerggaasvliegen (Coniopterygidae), die tot de orde netvleugeligen (Neuroptera) behoort. 
De wetenschappelijke naam Semidalis decipiens is voor het eerst geldig gepubliceerd door Roepke in 1916.